# Angelica indica
Angelica indica är en flockblommig växtart som beskrevs av Pimenov och Kljuykov. Angelica indica ingår i släktet kvannar, och familjen flockblommiga växter. Inga underarter finns listade i Catalogue of Life.